# Extrema (ort)
Extrema är en ort i Brasilien.   Den ligger i kommunen Extrema och delstaten Minas Gerais, i den sydöstra delen av landet, 800 km söder om huvudstaden Brasília. Extrema ligger 946 meter över havet och antalet invånare är 13 682.
Terrängen runt Extrema är kuperad. Extrema är det största samhället i trakten.
Omgivningarna runt Extrema är huvudsakligen savann. Runt Extrema är det ganska glesbefolkat, med 31 invånare per kvadratkilometer.